# Platyctenida
Platyctenida é uma ordem da classe Tentaculata que agrupa as espécies bênticas do filo Ctenophora. A ordem agrupa 41 espécies extantes validamente descritas, todas animais bentónicos marinhos.

## Descrição
O filo Platyctenida agrupa as espécies bênticas do filo Platyctenida. São organismos de morfologia corporal oval, com dimensões inferiores a 15 cm de comprimento, com marcado achatamento dorsiventral e simetria bilateral secundária. Em consequência, estes organismos apresentam marcadas semelhanças morfológicas com os nudibrânquios (Nudibranchia) e com os vermes planos (Platyhelminthes), com os quais são com frequência confundidos.
Apenas uma das espécies conhecidas de Platyctenida não apresenta as icónicas filas de ctenas, as filas de estruturas ciliadas em forma de pente (assim chamadas do grego clássico: κτείς, kteis; 'pente') que caracterizam os ctenóforos (Ctenophora), mas que ainda assim apresenta em poros localizados na superfície dorsal o par de tentáculos finamente ramificados (tentilla) e recobertos por colócitos adesivos que também caracterizam o filo. Apesar de possuírem cílios e de se movimentarem por rastejamento, os seus cílios não têm funções de locomoção, já que aderem às superfícies e rastejam impelidos pela eversão da faringe que utilizam como se fosse um pé muscular semelhante ao dos gastrópodes.
Estes organismos apresentam em geral coloração corporal críptica, preferido habitats rochosos ou vivendo sobre macroalgas, corais macios ou o corpo de outros invertebrados, em especial sobre certas espécies de cnidários (Cnidaria) e equinodermes (Echinodermata), primariamente do género Coeloplana. As espécies que vivem sobre outros invertebrados são em geral dotados de longos tentáculos finamente ramificados que se projectam na corrente a partir do dorso do animal. Em geral vivem em ectossimbiose com os organismos sobre os quais vivem.
Apesar da maioria dos ctenóforos serem hermafroditas, alguns Platyctenida são assexuais. Para além disso, enquanto a maioria dos outros ctenóforos se reproduzem usando fertilização externa, certas espécies de Platyctenida estão dotadas de bolsas para incubação.

## Taxonomia
Os Platyctenida são considerados como um grupo filogeneticamente jovem, em conjunto com as ordens Lobata e Beroida, acreditando-se que tenham evoluído a partir de um ancestral comum à ordem Cydippida, da qual se separaram em consequência da ocorrência de um efeito de gargalo no filo. Esta teoria parece ser suportada por um conjunto robusto de dados morfológicos e de desenvolvimento, especificamente a partilha com aquele grupo de formas larvais semelhante aos Cydippida na totalidade das 4 ordens. Pensa-se que os Platyctenida sejam um agrupamento polifilético.
A base de dados taxonómicos World Register of Marine Species lista para esta ordem 41 espécies, repartidas por 6 géneros agrupados em 5 ou 6 famílias:
- Família Coeloplanidae Willey, 1896
  - Género Coeloplana Kowalevsky, 1880 -- 24 espécies
  - Género Vallicula Rankin, 1956 -- 1 espécie
- Família Ctenoplanidae Willey, 1896
  - Género Ctenoplana Korotneff, 1886 -- 12 espécies
- Família Lyroctenidae Komai, 1942
  - Género  Lyrocteis Komai, 1941 -- 2 espécies
- Família Platyctenidae (no presente sem espécies extantes atribuídas)
- Família Savangiidae Harbison & Madin, 1982
  - Género Savangia Dawydoff, 1950 -- 1 espécie
- Família Tjalfiellidae Komai, 1922
  - Género Tjalfiella Mortensen, 1910 -- 1 espécie

Os dados constantes da base de dados taxonómicos Catalogue of Life permitem construir o seguinte cladograma:
| Platyctenida | \| \| Coeloplanidae \| \| \| \| \| \| Ctenoplanidae \| \| \| \| \| \| Lyroctenidae \| \| \| \| \| \| Savangiidae \| \| \| \| \| \| Tjalfiellidae \| \| \| \| |
|              | \| \| Coeloplanidae \| \| \| \| \| \| Ctenoplanidae \| \| \| \| \| \| Lyroctenidae \| \| \| \| \| \| Savangiidae \| \| \| \| \| \| Tjalfiellidae \| \| \| \| |
|              | Cestida |
|              | |
|              | Cydippida |
|              | |
|              | Ganeshida |
|              | |
|              | Lobata |
|              | |
|              | Thalassocalycida |
|              | |
|              | Coeloplanidae |
|              | |
|              | Ctenoplanidae |
|              | |
|              | Lyroctenidae |
|              | |
|              | Savangiidae |
|              | |
|              | Tjalfiellidae |
|              | |

|  | Coeloplanidae |
|  |               |
|  | Ctenoplanidae |
|  |               |
|  | Lyroctenidae  |
|  |               |
|  | Savangiidae   |
|  |               |
|  | Tjalfiellidae |
|  |               |